# Funicular de San Juan
El Funicular de San Juan es uno de los funiculares de Montserrat junto con el cremallera de Montserrat y el Funicular de La Santa Cova. El funicular de San Juan fue inaugurado en 1918 y comunicaba la parte exterior del Monasterio de Montserrat con la ermita de San Juan (1000 m), que por su situación en la parte alta del macizo se aprovechó para construir un mirador y un restaurante. La velocidad promedio de desplazamiento es de 1,5 m/s, con una aceleración de 0,172 m/s2. El éxito propició que en el 1926 se hiciera un funicular nuevo de mayor capacidad. El nuevo funicular tenía el mismo trazado que el anterior, si bien con cabinas de mayor capacidad y ancho de vía de 1000 mm. En el año 1997 se reformó totalmente, instalando unos modernos vehículos con el techo panorámico. 

## Recorrido
| Funicular de La Santa Cova |  |  |                    |
|                            |  |  | Montserrat         |
|                            |  |  | Ermita de San Juan |